# Гуревич Розалія Борисівна
Роза́лія Бори́сівна Гуре́вич (* 12 (25) лютого 1905, Слов'янськ, нині Донецької області — † 9 березня 1971, Харків) — український бібліограф та бібліотекознавець.

## З біографії
У 1925 році закінчила Харківський інститут народної освіти. Спеціалізувалася на бібліографії дитячої літератури та бібліографії в галузі шевченкознавства.
З вересня 1937-го до 17 квітня 1941 р. працювала в Харківській державній науковій бібліотеці ім. В. Г. Короленка (ХДНБ) вченим секретарем, завідувачкою науково-бібліографічного відділу. Бібліографувала переклади творів Т. Г. Шевченка російськими письменниками ХІХ ст., є автором бібліографічного покажчика «Русские писатели ХІХ века о Т. Г. Шевченко» (Харків, 1941). Бібліографічна картотека, створена нею при укладанні покажчика, включає близько 7000 карток. Картотека зберігається в Харківській державній бібліотеці імені В. Г. Короленка.
Водночас з березня 1940-го до кінця вересня 1941 р. очолювала педагогічний кабінет Харківського державного педагогічного інституту.
З 1947 року працювала старшим викладачем кафедри бібліотекознавства у Харківському бібліотечному інституті. Розробляла та викладала навчальні курси «Бібліотекознавство», «Організація бібліотечної справи».

## Основні праці
- Фельдштейн М. М., Фридьева Н. Я., Гуревич Р. Б. О подготовке кадров в библиотечных институтах : (по поводу статьи В. Г. Сахарова и И. М. Фрумина) // Библиотекарь. 1948. № 9. С. 25–30.

- Гуревич Р. Б. Організація бібліотечного обслуговування сільського населення УРСР // Ученые записки / Харків. держ. бібл. ін-т. Харків, 1957. Вип. 3. С. 287–313.
- Ашукін А. А., Фрідьєва Н. Я., Гуревич Р. Б. Програма курсу «Бібліотекознавство» // Харків. держ. бібл. ін-т. Харків, 1958. 58 с.
- Гуревич Р. Б. Відкритий доступ читачів до книжкових фондів бібліотек : (огляд метод. матеріалів обласних бібліотек для дорослих Укр. РСР) : зб. навч.-метод. матеріалів на допомогу студентам у вивченні курсу бібліотекознавства / Харків. держ. бібл. ін-т. Харків, 1960. С. 103–114.
- Гуревич Р. Б. Громадський огляд державних масових бібліотек Української РСР (1956–1958 рр.) // Наукові записки. Вип. 6 : Питання історії культосвітньої роботи / Харків. держ. бібл. ін-т. Харків, 1962. С. 3–30.
- Гуревич Р. Б. На допомогу у вивченні курсу бібліотекознавства : метод. матеріали для студентів-заочників / Харків. держ. бібл. ін-т. Харків, 1962. 44 с.
- Гуревич Р. Б. Організація бібліотечної справи в СРСР : метод. вказівки для студентів-заочників / Харків. держ. ін-т культури. Харків, 1965. 73 с.
- Гуревич Р. Б. Організація бібліотечної справи в СРСР : матеріали на допомогу вивченню курсу «Бібліотекознавство» // Харків. держ. ін-т культури. Харків, 1966. 176 с.
- Гуревич Р. Б. Харківська центральна бібліотека юного читача : (до історії дитячих бібліотек Укр. РСР) // Бібліотекознавство та бібліогр. : міжвід. респ. зб. Харків, 1967. [Вип. 4]. С. 115–129 ; [Вип. 5]. С. 101–109.